# Nonyma bergeri
Nonyma bergeri là một loài bọ cánh cứng trong họ Cerambycidae.